# Bardufoss
Bardufoss är en ort i Målselvs kommun i Troms fylke i norra Norge. Sedan 2021 har orten, efter beslut i kommunestyret (kommunfullmäktige), status som stad. Den omfattar bebyggelse i de tre närliggande tätorterna Andselv, Andslimoen och Heggelia.
Bardufoss hade 2011 drygt 2 500 invånare. Många av dessa är anställda av försvarsmakten. Bardufoss flygplats är en flygbas för Luftforsvarets 139 Luftvings helikopterskvadron "339 skvadron" (transporthelikoptrar). De två militärförläggningarna i området, Rusta leir och Heggelia leir benämns tillsammans Bardufoss leir. 
Bardufossområdet, sammanlagt 56,4 km² stort, är ett av fyra statistiska delområden i Målselvs kommun och omfattar huvudsakligen de tre tätorterna Andselv, Andslimoen och Heggelia. I Andselv, som är Bardufoss centrum, finns bland annat dagligvarubutiker, apotek, Vinmonopolet och postkontor. 
I Sundlia finns  Midt-Troms Museums administration och nära flygplatsen friluftsmuseet Fossmotunet.
I Bardufoss ligger också Bardufoss videregående skole och Forsvarets høgskole med Forsvarets kompetanse- og utdanningssenter och Forsvarets studiesenter. Sameskolen i Troms, som är en regional skola för norra Nordlands fylke och Troms fylke, ligger i Andslimoen.

## Historik
Försvarets flygbas i Bardufoss började anläggas 1935 och blev operativ 1938. Den övertogs av den tyska ockupationsmakten och byggdes ut. År 1953 etablerades "Brigade Norr", för vilken Heggelia, Skjold och Setermoen blev viktiga förläggnings- och övningsområden.

## Fossmotunet
Huvudartikel: Fossmotunet**
Fossmotunet, som ligger vid Bardufossen, är en gårdsbildning bestående av åtta gamla byggnader som  flyttats dit från olika platser i Målselv. Fossmostugan var en del av den gamla Fossmogården, som byggdes 1822. Fossmotunet invigdes 1963 och bestod då av Fossmostua, brunnshuset och en smedja. 
Fossmogården byggdes av paret Ole Johnsen och Ingeborg Olsdatter, som fick tillstånd för att bygga i Fossmo 1822. Fossmogården blev så småningom en storgård med laxfiskerättigheter i älven. På 1860-talet byggdes den så kallade "engelskmannstua". Den hyrdes ut till engelska laxfiskare. Fossmostugan var i bruk som boningshus till 1959.

## Bildgalleri

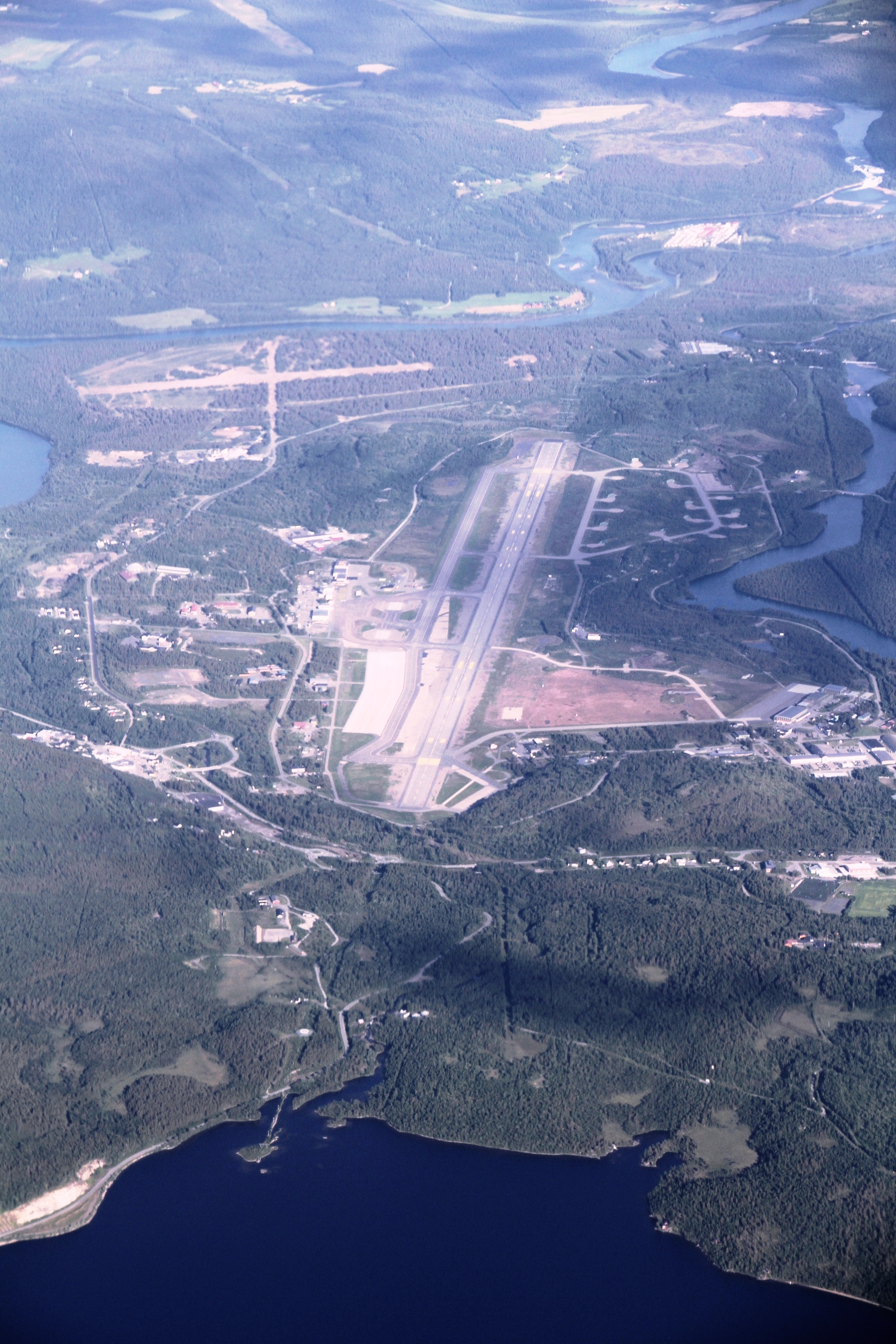
Andselv och Bardufoss flygplats.
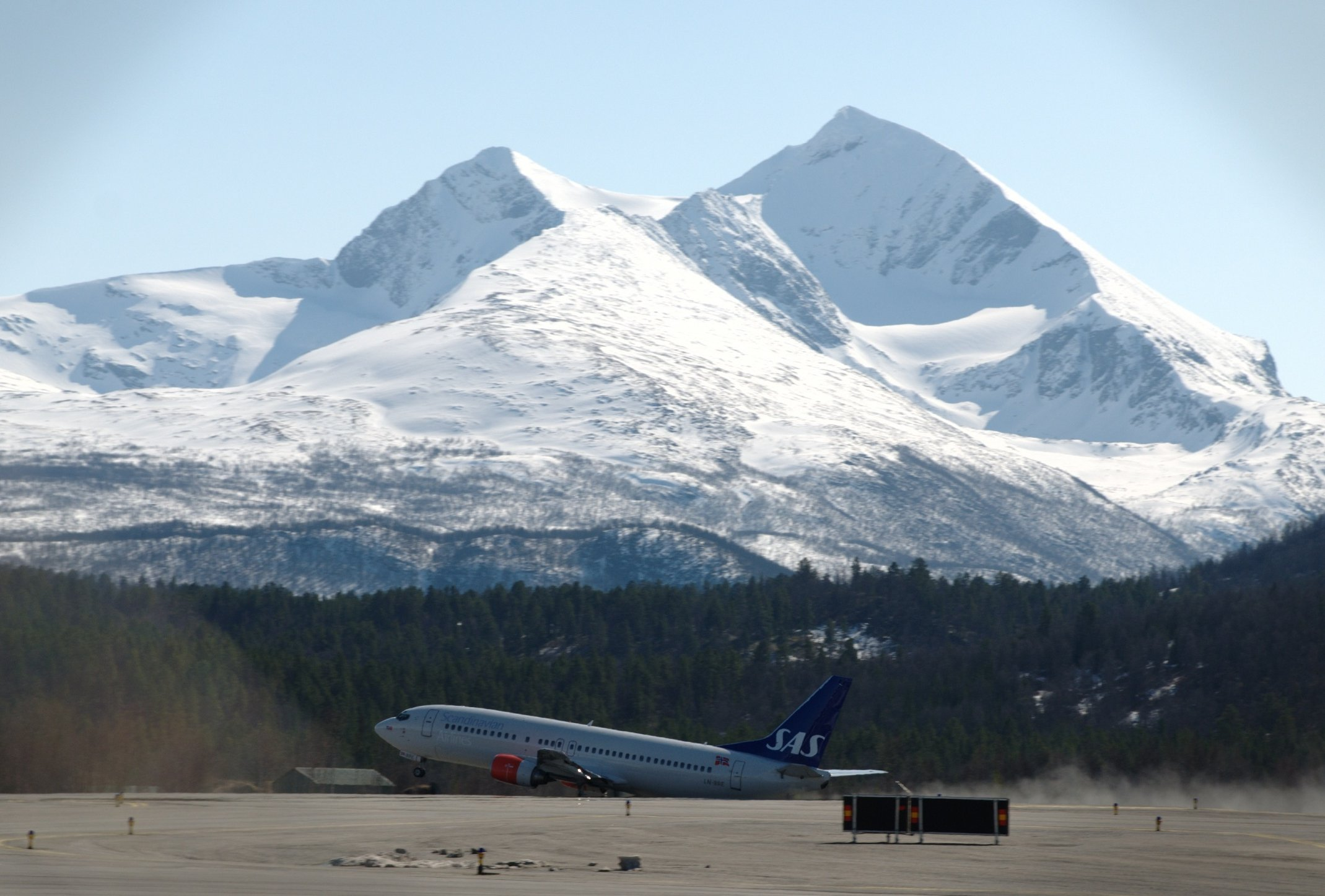
Bild tagen från Bardufoss centrum av landningsbanan på Bardufoss flygplats (omkring 500 meter från centrum), där en SAS Boeing 737 startar